# Saudemont
Saudemont é uma comuna francesa na região administrativa de Altos da França, no departamento de Pas-de-Calais. Estende-se por uma área de 5,55 km². Em 2010 a comuna tinha 452 habitantes (densidade: 81,4 hab./km²).